# Воронино (Сергиево-Посадский район)
Воронино — деревня в Сергиево-Посадском районе Московской области России, входит в состав сельского поселения Березняковское.

## Население
| 1859 | 1895 | 1905 | 1926 | 2002 | 2006 | 2010 |
| ---- | ---- | ---- | ---- | ---- | ---- | ---- |
| 185  | ↘161 | ↗180 | ↘119 | ↘17  | ↗21  | ↗29  |

## География
Деревня Воронино расположена на севере Московской области, в юго-восточной части Сергиево-Посадского района, примерно в 59 км к северу от Московской кольцевой автодороги и 13 км к востоку от одноимённой станции Ярославского направления Московской железной дороги в Сергиевом Посаде, по правому берегу небольшой речки Карповки бассейна Клязьмы.
В 7 км западнее деревни проходит Ярославское шоссе М8, в 29 км к юго-западу — Московское малое кольцо А107, в 1 км к северу — Московское большое кольцо А108, в 18 км к югу — Фряновское шоссе Р110.
К деревне приписано четыре садоводческих товарищества (СНТ). Ближайший сельский населённый пункт — деревня Взгляднево.

## История
В «Списке населённых мест» 1862 года — владельческая деревня 1-го стана Александровского уезда Владимирской губернии по левую сторону Троицкого торгового тракта из города Алексадрова в Сергиевский посад Московской губернии, в 28 верстах от уездного города и становой квартиры, при ручье Гвоздинка, с 32 дворами и 185 жителями (93 мужчины, 92 женщины).
По данным на 1895 год — деревня Ботовской волости Александровского уезда со 161 жителем (75 мужчин, 86 женщин). Основными промыслами населения являлись хлебопашество, выработка бумажных тканей и размотка шёлка, 28 человек уезжали в качестве фабричных рабочих на отхожий промысел в Москву и Богородск.
По материалам Всесоюзной переписи населения 1926 года — центр Воронинского сельсовета Шараповской волости Сергиевского уезда Московской губернии в 13,9 км от местного шоссе и 16 км от станции Сергиево Северной железной дороги; проживало 119 человек (54 мужчины, 65 женщин), насчитывалось 27 крестьянских хозяйств.
С 1929 года — населённый пункт Московской области в составе:
- Сменовского сельсовета Сергиевского района (1929—1930)[13],
- Сменовского сельсовета Загорского района (1930—1939)[14],
- Березняковского сельсовета Загорского района (1939—1963, 1965—1991)[14][15][16],
- Березняковского сельсовета Мытищинского укрупнённого сельского района (1963—1965)[15],
- Березняковского сельсовета Сергиево-Посадского района (1991—1994)[16],
- Березняковского сельского округа Сергиево-Посадского района (1994—2006)[17],
- сельского поселения Березняковское Сергиево-Посадского района (2006 — н. в.)[18][19].